# Paracelsus
Paracelsus (Teofrast, Philippus Aureolus Theophrastus Bombastus von Hohenheim) (n. 1493 sau 1494 - d. 24 septembrie 1541, Salzburg) a fost un celebru alchimist, medic, fizician, astrolog, teolog, filozof elvețian și inițiatorul mișcării iatrochimice.

## Biografie
Paracelsus s-a născut în satul Einsiedeln din Elveția. De la tatăl său, Wilhelm Bombast von Hohenheim (d. 1534), medic, dela care a primit primele noțiuni de medicină și chirurgie. La 16 ani începe să studieze la facultatea de medicină a Universității din Basel, apoi la Viena unde, în 1510 obține titlul de „Baccalaureus” (absolvent) în medicină (echvalent actualului M.B.), iar în 1516 obține doctoratul în medicină (M.D.) la Universitatea din Ferrara, cam pe vremea când studia acolo și Copernic.
Paracelsus a mai fost instruit și de celebrul Johannes Trithemius (1461-1526), abatele mănăstirii St. Jakob din Würzburg, renumit în magie, alchimie și astrologie. Sub îndrumarea acestui profesor i-au fost cultivate înclinațiile sale spre științele și practicile oculte, devenind unul dintre primii alchimiști ai Evul Mediu.
Este cunoscut și pentru faptul că a dat numele zincului numindu-l zincum și ca primul botanist sistematic. Temperament orgolios și plin de sine, lui Teofrast îi plăcea să se numească Paracelsus, pentru a se arăta la acelaș nivel cu (în limba greacă "parà" înseamnă „lângă”, „aproape de”) Aulus Cornelius Celsus, care a trăit în perioada lui Gaius Julius Caesar Octavianus Augustus (Augustin) în prima jumătate a secolului I.
Acuzat de alcoolism și de dezinteres în  ceremoniile religioase, el se vedea a fi un Doctor ale Sfintelor Scripturi, Doctor al Divinității, pe scurt, D.D., considerând credința religioasă ca un proces intim care se cultivă în propria conștiință și nu în public.

## Medic
Teofrast a practicat medicina în mai multe țări ale Europei: actualele Germania, Franța, Ungaria, Olanda, Danemarca, Suedia și Rusia. În aceste peregrinări el a cules multe date utile, nu numai de la medici, chirurgi și alchimiști, dar și din contactele pe care le-a avut cu evrei, țigani, moașe, călăi, bărbieri, ciobani și ghicitoare. A adunat informații prețioase, atât din mediile cele mai înalte ale societății, de la cei învățați, ca și de la cei neștiutori și era văzut adesea printre căruțași și vagabonzi, pe șosele și prin hanuri, situație care i-a determinat pe colegii morali ai timpului să-i reproșeze purtarea și să-l defăimeze. După ce timp de zece ani a călătorit - practicând uneori profesia de chirurg, învățându-i pe alții, sau studiind alchimia și magia potrivit obiceiului acelor timpuri - la vârsta de treizeci și doi de ani el s-a întors din nou în Germania, unde a devenit repede celebru datorită tratamentelor reușite pe care le-a aplicat.
În 1525 este numit profesor de medicină și chirurgie la Basel. Prelegerile sale nu constituiau, ca cele ale colegilor lui, doar repetarea ideilor lui Galen, Hippocrate și Avicenna, lucru obișnuit în medicina din acele timpuri. A combătut concepția despre boală a lui Galenus din Pergam (sec II), elaborând o concepție nouă, mai generală. Dacă la Galenus apariția bolii era determinată de tulburarea echilibrului dintre umorile organismului, după Paracelsus, rolul de factor determinant era atribuit  fenomenelor chimice și fiziologice. Concepția lui Paracelsus, deși mai generală decât a lui Galenus, a avut totuși un caracter mecanicist, deoarece reducea procesele biologice implicate în apariția și evoluția bolii, la fenomene chimice. Paracelsus a lansat principiul după care fiecărei boli îi corespunde un medicament specific și a introdus medicamentele chimice in practica clinică.

## Alchimist
Cercetările întreprinse de Paracelsus în vederea obținerii pietrei filozofale o substanță care se presupunea că în atingerea cu alte metale le poate preface în aur (în latină Lapis philosophorum, în arabă El Iksir, de unde și cuvântul „elixir”) dar mai era  considerată și panaceu, elixir, licoare care avea puterea, potrivit concepției alchimiste, de a vindeca toate bolile și de a dărui tinerețe veșnică.
Deși nu a avut nici el, succes cu piatra filozofală, în studiile sale în laborator Paracelsus a introdus pentru prima oară aparatul de distilare prin antrenare cu vapori de apă, inventat de el, a preparat hidrogenul din oțet și pilitură de fier și a sintetizat eter etilic din etanol și acid sulfuric (vitriol).

## Filozof
Pentru Paracelsus există o legătură profundă între om și Univers, legătură care se ascunde în existența spiritului. Natura umană se împarte în trei entități: * natura noastră sensibil trupească - corpul elementar * natura noastră acoperită, verigă în lanțul lumii întregi, care emite și recepționează influența forțelor din Univers - corpul eteric-ceresc, corpul astral * natura cea mai înaltă, spiritul nostru, care se manifestă numai în mod spiritual - sufletul.

## Scrieri
Paracelsus nu a scris prea mult. În mod obișnuit, el dicta ceea ce dorea să‑i învețe pe discipolii săi și astfel cea mai mare parte a lucrărilor lui a ajuns în posesia acestora; numai câteva au fost publicate în timpul vieții sale. Cărțile tipărite, în număr de șapte, au alcătuit "De Grandibus et Compositionibus Receptorum et Naturalium", Basel, 1526, și "Chirurgia Magna", apărută la Ulm în 1536. Celelalte scrieri au devenit cunoscute publicului numai după moartea sa. J. Huser a adunat și examinat critic toate scrierile autografe ale lui Paracelsus și manuscrisele originale ale discipolilor săi și le‑a publicat la Colonia, într‑o ediție generală, între anii 1589 si 1590.

### Opera antumă
- Die große Wundarzney Ulm, 1536 (Hans Varnier); Augsburg (Haynrich Stayner (=Steyner)), 1536; Frankfurt/ M. (Georg Raben/ Weygand Hanen), 1536.
- Vom Holz Guaico, 1529.
- Vonn dem Bad Pfeffers in Oberschwytz gelegen, 1535.
- Prognostications, 1536.

### Opera postumă
- Wundt unnd Leibartznei. Frankfurt/ M., 1549 (Christian Egenolff); 1555 (Christian Egenolff); 1561 (Chr. Egenolff Erben).
- Von der Wundartzney: Ph. Theophrasti von Hohenheim, beyder Artzney Doctoris, 4 Bücher. (Peter Perna), 1577.
- Von den Krankheiten so die Vernunfft Berauben. Basel, 1567.
- Archidoxa. Kraków, 1569.
- Kleine Wundartzney. Basel (Peter Perna), 1579.
- Opus Chirurgicum, Bodenstein, Basel, 1581.
- Huser quart edition (medicinal and philosophical treatises), Basel, 1589.
- Chirurgical works (Huser), Basel, 1591 und 1605 (Zetzner).
- Straßburg edition (medicinal and philosophical treatises), 1603.
- Kleine Wund-Artzney. Straßburg (Ledertz) 1608.
- Opera omnia medico-chemico-chirurgica, Genevae, Vol3, 1658.
- Philosophia magna, tractus aliquot, Cöln, 1567.
- Philosophiae et Medicinae utriusque compendium, Basel, 1568.
- Liber de Nymphis, sylphis, pygmaeis et salamandris et de caeteris spiritibus

### Traduceri în limba română
- "Ars Alchimica. Șapte tratate în care se vorbește despre natura, știința și arta spagryrică", Traducere și îngrijire: Ilie Iliescu, Editura Herald, Colecția Quinta Essentia, București, 2010, 240 p., ISBN 978-973-111-022-6

## Citate
- "Nimeni nu trebuie să fie sluga altuia. Dacă poate, omul trebuie să rămână în slujba sa."
- "Medicul trebuie să treacă prin examenul Naturii, care e lumea; și tot începutul ei. Și același lucru pe care îl spune Natura trebuie să îl dea mai departe înțelepciunii, dar să nu caute nimic în înțelepciunea lui, ci numai în lumina Naturii."
- "Am început să-mi desăvârșesc arta imaginându-mi că nu există nici un profesor în toată lumea capabil să mă învețe, și că a trebuit să capăt eu însumi cunoștințele în acest scop. Singura carte pe care am studiat-o a fost cartea Naturii scrisă de mâna lui Dumnezeu."
- "Șarlatanul studiază maladiile în organele bolnave unde nu găsește altceva decât efectele, rămânând ignorant în ceea ce privește cauzele. Adevăratul medic studiază cauzele bolilor studiind universul uman."
- "Cel care nu știe nimic nu poate să iubească nimic. Cel care nu face nimic nu poate să înțeleagă nimic. Cel care nu înțelege nimic nu este de luat în considerație. Doar cel ce înțelege, vede și studiază. Cunoștințele cele mai de preț sunt legate de dragostea față de om... cine crede că toate fructele maturează deodată ca și căpșunile, nu a înțeles nimic despre natura strugurilor."
- "Fiecare medic trebuie să aibă multe cunoștințe, și nu numai cele care se pot găsi în cărți; pacienții trebuie să-i fie cărțile preferate."
- " Totul este otravă: nu există nimic neotrăvitor. Numai doza face ca otrava să nu aibă efectul toxic".